# Bredstenvej
Bredstenvej er en motortrafikvej mellem Vejle og Billund. Vejen indgår i Primærrute 28
Der er planer om et fører motortrafikvejen vider det sidste stykke fra hvor vejen stoppede ved Bredsten til Lufthavnsvejen, som fører rute 28 nord om Billund til Billund Lufthavn.
Vejdirektoratet er i gang med at bygge den sidste del af motortrafikvejen Vejle-Billund på strækningen mellem Bredsten – Vandel.
Motortrafikvejen skal stå færdig i 2012
| Trafik | Spire Denne trafikartikel er en spire som bør udbygges. Du er velkommen til at hjælpe Wikipedia ved at udvide den. |

55°42′10.74″N 9°20′24.34″Ø / 55.7029833°N 9.3400944°Ø